# Petračić
Petračić (Petrachis, Petrache), splitska plemićka obitelj, čiji se članovi spominju u izvorima od 13. stoljeća. Obnašali su istaknute dužnosti u splitskoj komuni, a bili su i nositelji komunalnih dužnosti u drugim dalmatinskim gradovima (Šibenik, Trogir) te na otocima. Krajem 14. i početkom 15. stoljeća istaknuli su se Nikola Matejev, admiral i knez otoka Korčule, knez Hvara, Brača i Omiša, te njegov sin Matija Nikolin, knez Hvara i Brača te splitski sudac i rektor.
Nakon što je u 16. stoljeću izumrla plemićka obitelj Komulović, prihvatili su i njihovo prezime i grb te su se od tada nazivali Petračić Komulović (de Petrachis Comoli, Petrache Comuli). Pod tim su prezimenom 1650. godine bili primljeni u plemstvo Trogira.

## Vanjske poveznice
- Petračić Hrvatska enciklopedija